# Дорислаус, Исаак
Исаак Дорислаус (нидерл. Isaac Dorislaus); (1595, Алкмар — 2 мая 1649, Гаага) — голландский историк и юрист, был одним из составителей обвинительного приговора английскому королю Карлу I.

## Биография
Был третьим сыном в семье бюргера Ливена Дорислауса. Получил образование в Лейдене, став магистром в области права. В 1627 году переехал в Англию, где стал профессором истории в Кембриджском университете, но из-за антимонархических взглядов, которые он проявлял на лекциях, ему было запрещено читать лекции и присвоение ему докторской степени было отложено до 1631 года.
В 1629 году он был принят в коллегию адвокатов и проработал адвокатом в Лондоне в течение десяти лет. Во время первой гражданской войны он стал сторонником парламента, расследуя заговоры роялистов. В январе 1649 года Дорислаус стал одним из составителей обвинительного приговора королю Карлу I, но на заседаниях суда не присутствовал.
После казни короля он был отправлен в Гаагу в качестве посредника на переговоры с Голландией, где 2 мая 1649 года был убит в гостинице группой роялистов во главе с Уолтером Уитфордом. По приказанию парламента, его тело было доставлено в Англию, где он был похоронен в Вестминстерском аббатстве, но после реставрации монархии в 1661 году его останки были перенесены на кладбище Святой Маргариты. 